# Bachmaczewski Medal Pamiątkowy
Bachmaczewski Medal Pamiątkowy (cz. Bachmačská pamětní medaile) – czechosłowackie pamiątkowe odznaczenie wojskowe.
Odznaczenie zostało ustanowione uchwałą rządu z dnia 13 marca 1948 roku w celu nagrodzenia żołnierzy Korpusu Czechosłowackiego uczestniczących w dniach 8–13 kwietnia 1918 roku w bitwie o Bachmacz wspólnie z oddziałami Armii Czerwonej przeciwko wojskom niemieckim, w trzydziestą rocznicę tej bitwy.
Medal ma jeden stopień i był nadawany jednorazowo.

## Zasady nadawania
Medal został ustanowiony dla nagrodzenia osób walczących w Korpusie Czechosłowackim w Rosji, które wzięły udział w bitwie o Bachmacz. Medal miał być nadawany wszystkim żyjącym, poległym i zmarłym uczestnikom bitwy będących obywatelami czechosłowackimi, jak również mógł być nadawany cudzoziemcom którzy uczestniczyli w organizacji oddziałów Korpusu Czechosłowackiego.
Medal miał być nadawany uroczyście w rocznicę tej bitwy.

## Opis odznaki
Odznakę odznaczenia stanowi okrągły medal o średnicy 33 mm wykonany z brązu.
Na awersie w centralnej części znajduje się popiersie żołnierza Korpusu Czechosłowackiego ubranego w płaszcz rosyjski, przepasany pasem z ładownicami i trzymającego w ręku karabin z bagnetem. U dołu po lewej stronie widoczny jest parowóz. Po prawej stronie wzdłuż krawędzi napis BACHMAČ (pol. Bachmacz).
Na rewersie w na krawędzi znajduje się napis PAMĚTNÍ MEDAILE (pol. Medal Pamiątkowy), w środku data 1918–1948, pod nią gałązka lipy oraz szarfa.
Autorem medalu jest rzeźbiarz Jaroslav Hejduk.
Medal zawieszony jest na wstążce o szer. 38 mm, która jest połączeniem wstążki  Krzyża Wojennego Czechosłowackiego, w środku której umieszczono wstążkę rosyjskiego Krzyża św. Jerzego.